# Pusztaszabolcs
Pusztaszabolcs est une ville et une commune du comitat de Fejér en Hongrie.